# Edilio Cardoso
Edilio Cardoso (Alegrete, Brasil, 16 de mayo de 1983) es un exfutbolista brasileño. Jugaba de mediocampista ofensivo o volante de creación y delantero.

## Clubes
| Club                   | País      | Año       |
| ---------------------- | --------- | --------- |
| Boca Juniors           | Argentina | 2003      |
| Estudiantes (BA)       | Argentina | 2004      |
| Defensores de Belgrano | Argentina | 2005      |
| San Lorenzo            | Argentina | 2005      |
| Almirante Brown        | Argentina | 2006-2009 |
| Boyacá Chicó           | Colombia  | 2009-2010 |
| Real Cartagena         | Colombia  | 2010      |
| Almirante Brown        | Argentina | 2011      |
| Estudiantes (BA)       | Argentina | 2011-2013 |
| Barracas Central       | Argentina | 2013-2015 |
| Club Deportivo Riestra | Argentina | 2016      |
| Ferrocarril Midland    | Argentina | 2016-2017 |
| Berazategui            | Argentina | 2017-2018 |
| Satsaid                | Argentina | 2018      |